# Fascicolo nero
Fascicolo nero (Le dossier noir) è un film del 1955 diretto da André Cayatte.

## Trama
Jacques Arnaud, un novizio giudice istruttore arriva in una cittadina di provincia. La prima indagine riguarda la pratica Titiche: l'uomo è responsabile dell'avvelenamento di tre cani poliziotti del signor Dutoit. Quest'ultimo, convocato in questura, finisce per raccontare al giudice il caso della morte del giovane vicesindaco Le Guen. Confida in particolare un segreto noto a pochi: la sparizione di un fascicolo che conterrebbe informazioni compromettenti su Charles Broussard, un potente industriale che tiene tutta la città sotto la sua influenza, verso cui Le Guen conduceva una campagna contro. La morte del politico venne dichiarata come embolia, ma avvenne subito dopo una cena proprio con Broussard, il giorno precedente alla denuncia al consiglio municipale.

Bernard Blier, Henri Crémieux e Jean-Marc Bory in una delle ultime sequenze del film

Arnaud riapre così il caso, chiedendo come supplemento di istruttoria la riesumazione della salma e la conseguente autopsia, da cui emerge un avvelenamento da solfato di atropina.
Nell'indagine entrano a far parte il commissario Franconi e il commissario Noblet; Franconi indagando su Dutoit e sua figlia Yvonne scopre che quest'ultima ebbe una relazione segreta e duratura con Le Guen, sopportata da Dutoit in cambio di danaro con cui soddisfaceva la sua dipendenza di morfina. Franconi scopre che Francesca, la moglie di Le Guen, conduceva una relazione adulterina col proprio cognato. I due commissari pressano i propri imputati finendo col far confessare loro la propria colpevolezza.
Solo dopo aver sollevato pubblicamente lo scandalo, Arnaud viene a sapere che i recipienti contenenti gli organi di Le Guen furono gli stessi utilizzati per la perizia sui resti dei cani di Dutoit, contaminando e sviando fatalmente le prove. Ad Arnaud non resta che prendersi la responsabilità della pesante negligenza, rovinando la sua appena iniziata carriera.

## Distribuzione
Il film venne presentato il 10 maggio 1955 in concorso all'8ª edizione del Festival di Cannes, riscuotendo un buon successo.
Uscì in Italia l'8 settembre dello stesso anno.

## Critica
(Leo Pestelli)